# Францево
Францево — посёлок в Первомайском районе Томской области. Входит в состав Комсомольского сельского поселения.

## Топоним
Назван, по-видимому, по бывшей заимке Франца, некогда располагавшейся недалеко от посёлка.

## География
Находится в юго-восточной части области, в приделах Чулымской равнины, на берегу реки Чичкаюл.

### Климат
Климат характеризуется как континентально-циклонический, с тёплым коротким лесом и морозной и продолжительной зимой. Средняя температура воздуха самого тёплого месяца (июля) составляет 18,7 °C. Абсолютный максимум температуры воздуха — 37,7 °C. Абсолютный минимум — −55 °C. Среднегодовое количество атмосферных осадков составляет 568 мм.

## История
Основан как посёлок спецпоселенцев из прибалтийских народов.
В 1960-х годах к посёлку была проложена узкоколейная дорога от посёлка Комсомольский, после разбора которой в 2015 году, Снабжение деревни Францево осуществляется тракторами по насыпи бывшей дороги.

## Население
| 2002 | 2010 | 2012 | 2013 | 2014 | 2015 | 2021 |
| ---- | ---- | ---- | ---- | ---- | ---- | ---- |
| 177  | ↘107 | ↘104 | ↘102 | ↘99  | ↘97  | ↘21  |

## Инфраструктура
Действовал ФАП.

## Транспорт
Поселок труднодоступен автотранспортом.